# Davidius malloryi
Davidius malloryi – gatunek ważki z rodziny gadziogłówkowatych (Gomphidae).